# دانشگاه بازل
دانشگاه بازل (به آلمانی: Universität Basel) یک دانشگاه تحقیقاتی دولتی در بازل واقع در شمال سوئیس است که در سال ۱۴۶۰ میلادی بنیان‌نهاده شده‌است.

در سال ۲۰۱۲، رده‌بندی دانشگاهی جهان کیو اس (QS) این دانشگاه را در مجموع در رتبهٔ ۱۲۱اُم بهترین دانشگاه‌های جهان قرار داد؛ این در حالی است که دو سال پیش از آن، در رده‌بندی دانشگاهی جهان متعلق به روسیه در رتبه ۹۶–۹۸اُم قرار گرفته بود. همچنین در سال ۲۰۱۲، در رتبه‌بندی دانشگاه‌های جهان (ARWU) در رتبهٔ ۸۵اُم بهترین دانشگاه‌های جهان قرار گرفت. در فهرست رتبه‌بندی دانشگاه‌های جهان نیز که مجله Times Higher Education برای سال ۱۶–۲۰۱۵ منتشر کرد، دانشگاه بازل در رده ۱۰۱اُم قرار گرفت. 

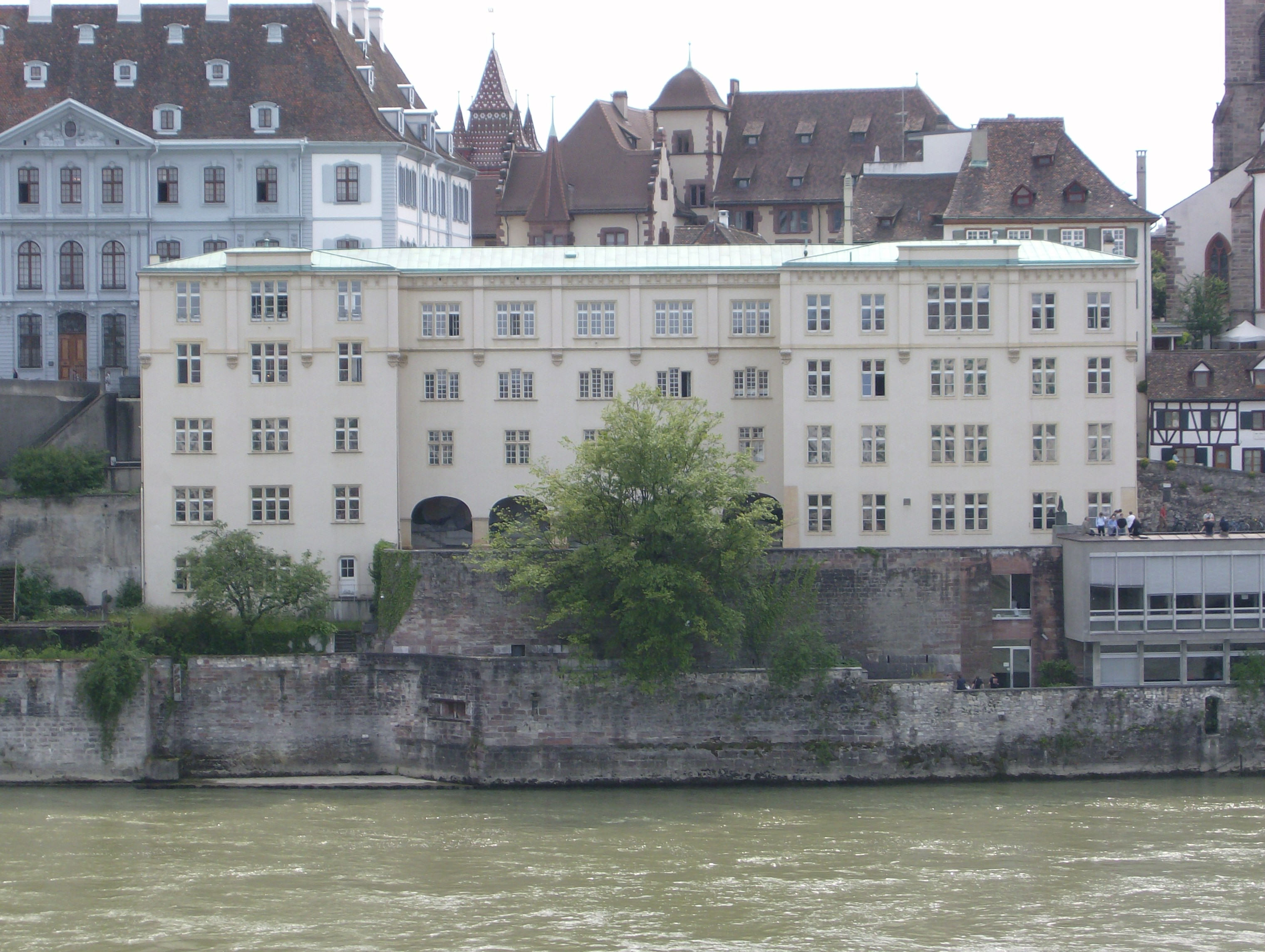
دانشگاه بازل قدیم

## تاریخ
این دانشگاه قدیمی‌ترین دانشگاه سوئیس به‌شمار می‌رود و در سال ۱۴۶۰ میلادی تأسیس شده‌است. 

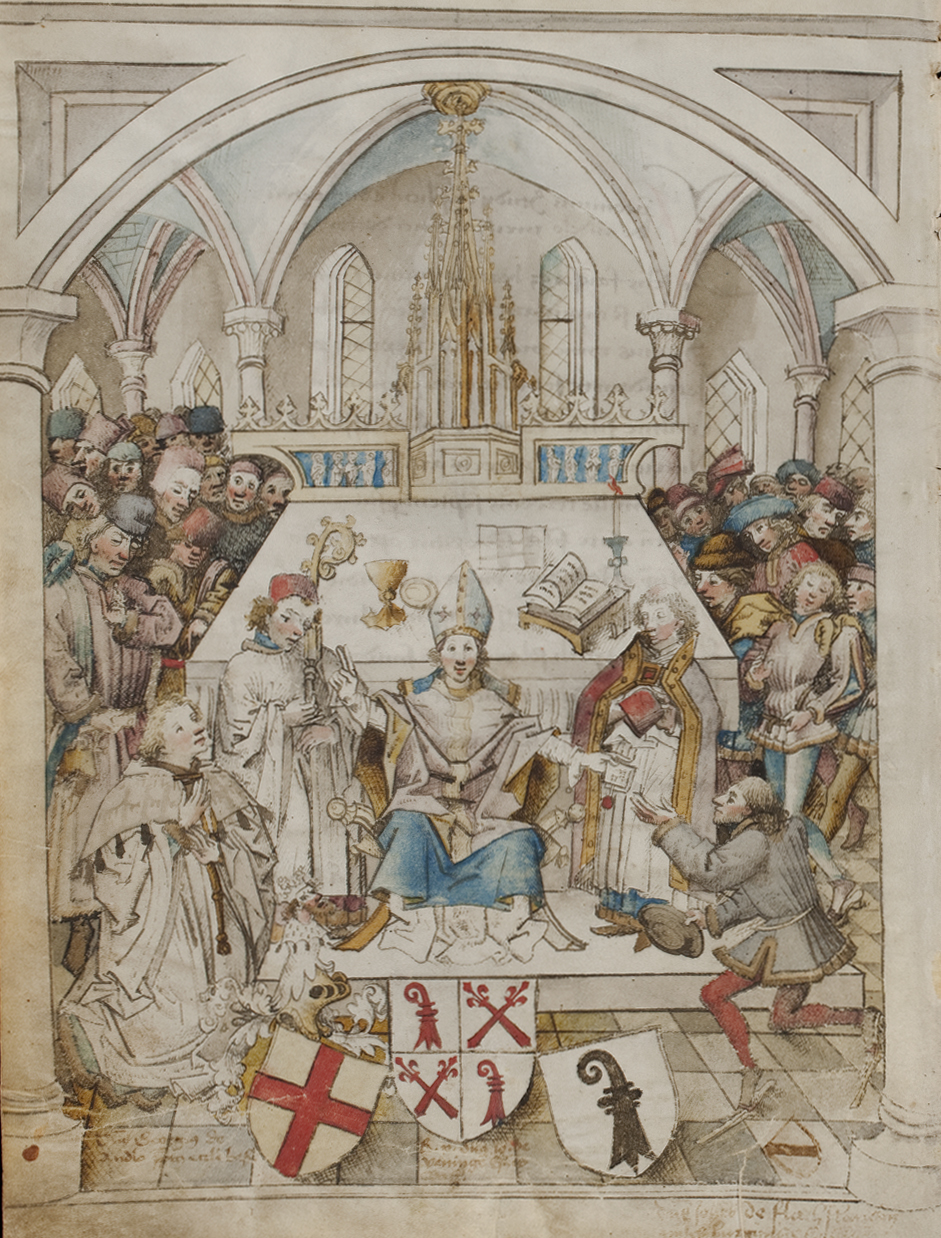
آیین افتتاحیه دانشگاه بازل، ۱۴۶۰ میلادی

در حال حاضر حدود ۱۳۰۰۰ دانشجو در دانشگاه بازل مشغول به تحصیل می باشند که ۳ هزار نفر از آنها را دانشجویان خارجی تشکیل میدهند. دانشجویان خارجی ۶۲٪ در مقطع تحصیلات تکمیلی و ۳۸٪ در مقطع کارشناسی مشغول به تحصیل می باشند. 
از افراد مشهوری که در تاریخ با این دانشگاه در ارتباط بوده‌اند، می‌توان به اراسموس، فریدریش نیچه، یاکوب بورکهارت، لئونارد اویلر، کارل بارت، کارل یونگ و سعید کریمیان اشاره کرد.
این دانشگاه به واسطه شورای بازل تأسیس گردید. تأسیس این دانشگاه با توقیع پاپ پیوس دوم در ۱۲ نوامبر ۱۴۵۲ انجام پذیرفت و آیین گشایش رسمی آن در ۴ آوریل ۱۴۶۰ برگزار شد.

## رتبه‌بندی
در رتبه‌بندی دانشگاهٔ جهان QS در سال ۲۰۲۰ دانشگاه بازل در رتبه ۱۵۱دنیا و ششم سوئیس قرار گرفته‌است. همچنین بر اساس رتبه‌بندی مؤسسه تایمز در سال ۲۰۲۰ این دانشگاه در رتبه ۹۴دانشگاه‌های جهان قرار دارد.

## دانشکده‌ها
دانشکده‌های دانشگاه بازل عبارتند از:
- دانشکده کسب و کار و اقتصاد
- دانشکده علوم
- دانشکده پزشکی
- دانشکده روانشناسی
- دانشکده حقوق
- دانشکده الهیات
- دانشکده داروسازی
- دانشکده علوم انسانی و اجتماعی